# 维多利亚·奥坎波
拉莫娜·维多利亚·埃皮法尼娅·魯菲娜·奥坎波（西班牙語：Ramona Victoria Epifanía Rufina Ocampo，1890年4月7日—1979年1月27日），阿根廷作家、翻译家，生于布宜诺斯艾利斯的名门望族，为文学杂志《南方》的创立者之一，奥坎波及其妹西爾維娜·奧坎波亦为20世纪阿根廷的代表性女作家之一。

## 生平

### 早年生涯

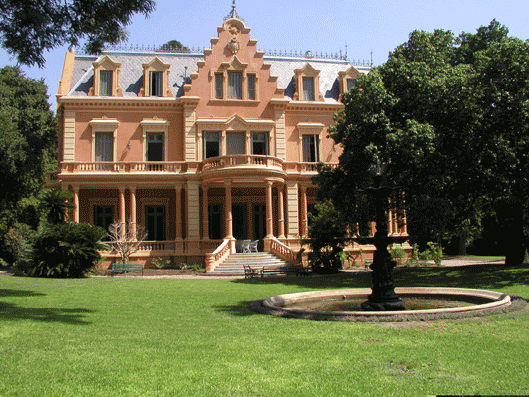
奥坎波别墅

维多利亚·奥坎波于1890年4月7日出生于布宜诺斯艾利斯市维亚蒙特街482号，是曼努埃尔·西尔维奥·奥坎波（Manuel Silvio Ocampo）与拉莫娜·阿吉雷（Ramona Aguirre）的长女:15，在她之下还有五个妹妹，分别是安赫莉卡、弗朗西斯卡、罗莎、克拉拉及西尔维娜，1891年，他们一家迁入位于布宜诺斯艾利斯西北圣伊西德罗新落成的奥坎波别墅。在童年时期，按照贵族家庭的惯例，奥坎波姐妹接受了家庭女教师的教育，其中亚历山德琳·博纳马松（Alexandrine Bonnemason）负责教授法文、历史、宗教和数学，而凯特·艾丽丝（Kate Ellis）则为她们教授英文:21-22。
1896年，奥坎波家族按照当时阿根廷人的习惯前往欧洲进行了为期一年的旅行，并将旅途的重心放在巴黎，该城市也是不少南美洲知识分子所向往的大都市:24-25，其后亦造访了罗马、尼斯、日内瓦及伦敦等地，其中巴黎的繁榮景象給年幼的奥坎波留下了深刻的印象，并为她所钦佩、欣赏:23-24。回到布宜诺斯艾利斯后，奥坎波开始对文学产生兴趣，熟读了凡尔纳、柯南·道尔、狄更斯、莫泊桑、笛福和爱伦·坡等欧洲作家的文学作品；同时，她也在家庭教师的指导下，對网球运动与肖邦、瓦格纳、德彪西等人的音乐作品产生了较大的兴趣:25-28:40，并开始尝试使用法文创作，1901年，她写出了自己最早的诗歌作品，其中包括《理想》、《肖邦》、《致缪塞》等:287，而当她16岁时，亦开始与德尔菲娜·本赫等作家透过书信长期来往交流:33-34。10岁时，她观看了由玛丽亚·格雷罗和费尔南多·迪亚斯·德·门多萨主演的戏剧:25-28，不久之后又观看了由玛格丽特·莫雷诺领衔表演的古典风格戏剧，便开始对戏剧着迷:30，还曾希望成为一名演员，但她的愿望遭到了父亲的反对，因为父亲认为这个职业与她的社会地位不符。
1908年，奥坎波一家再次前往法国，18岁的奥坎波参加了由亨利·柏格森在法兰西公学院举办的哲学课程，亦曾在该学院学习钢琴、声乐，后来，她前往巴黎大学学习古希腊文学、英国文学、东方历史及但丁、尼采的作品:45-46。回到阿根廷後，当得知年幼的妹妹克拉拉因第1型糖尿病病逝，奥坎波曾一度陷入了痛苦之中。

### 婚恋生活
1912年，奥坎波与路易斯·贝纳尔多·德·埃斯特拉达（Luis Bernardo de Estrada）成婚。埃斯特拉达与奥坎波门当户对，两人于1907年在奥坎波别墅的一场网球比赛中相识，自1911年起，埃斯特拉达开始经常拜访奥坎波，之后两人在家长的安排下成婚:43-44:14。然而，奥坎波对这段婚姻抱有严重的怀疑，因为她认为埃斯特拉达需要绝对依赖她，而反对她有自己的生活。奥坎波拒绝像姑婆那样终生单身，也拒绝维持已婚妇女的被动生活:54-56。她也记得她祖母的事例，祖母戴着丈夫送给她的金戒指，上面刻着“束缚和快乐”的字样，这令她感到愤慨。她也从玛格丽特·莫雷诺处听到警告，后者表示婚姻可能会干扰她的抱负，挫败她成为一名演员的信心:43-44。
起初，奥坎波仍然认为丈夫埃斯特拉达的占有欲和對她的不信任态度可以透过婚姻改变，两人亦在结婚当年12月乘船前往欧洲度蜜月，但在不久之后，奥坎波发现了丈夫写给她父亲的信，信中宣称奥坎波只要有怀孕，就会放弃成为演员的梦想，而与此同时，奥坎波在意大利蜜月旅行时，遇到了阿根廷驻意大利的外交官胡利安·马丁内斯，對马丁内斯心存好感的她甚至要求丈夫邀请马丁内斯一同观赏芭蕾舞剧表演，在1914年回到阿根廷後，奥坎波决定与丈夫分居，分居后的奥坎波与马丁内斯的往来更加频繁，甚至自己开车去找马丁内斯约会，亦于1922年与埃斯特拉达正式离婚:61-65。

### 步入文坛

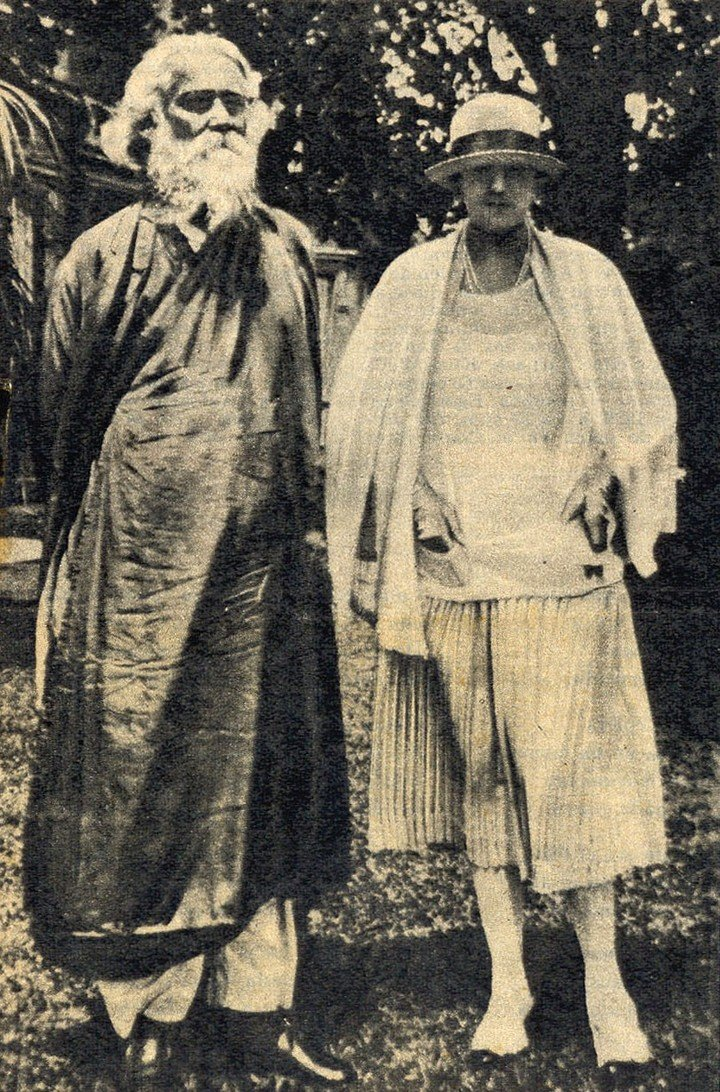
奥坎波与泰戈尔

在与埃斯特拉达分居后，奥坎波有了更多的机会与其他文人接触，并与亚历杭德罗·布斯蒂略等同为旅法知识分子者创立了自己的文艺团体:699-701，并先后结识了来访阿根廷的何塞·奧特加·加塞特及泰戈尔等知名学者，奥特加还帮助以法语为第一语言的奥坎波提高了西班牙语写作水平:80-81。
奥坎波在1914年首次读到了纪德以法文翻译的泰戈尔诗集《吉檀迦利》，当时，婚姻受挫、内心茫然的她在读过其诗歌後深感慰藉，在泰戈尔到达阿根廷前夕，她还发表了《阅读罗宾德拉纳特·泰戈尔的快乐》（La alegría de leer a Rabindranath Tagore），将泰戈尔视为自己的偶像，對他大加赞赏。1924年，秘鲁政府邀请泰戈尔参加阿亞庫喬戰役胜利100周年庆典，但泰戈尔在当年11月到达阿根廷时，因身体不适滞留当地，奥坎波便在布宜诺斯艾利斯市圣伊西德罗租了一栋别墅，让泰戈尔入住，而她也藉由此机会對泰戈尔的思想及诗歌有了新的认识。另一方面，泰戈尔也创作了诗集《夜曲集》并将其献给奥坎波，亦在《民族报》发表文章，向阿根廷民众介绍了自己在印度推行的教育理念，还按照奥坎波名字的含义，给她取了一个梵语名字“维佳雅”（विजय，vijayā́）。
与此同时，奥坎波开始对但丁产生认同感，1920年4月4日，也就是她30岁生日前三天，她向《民族报》投出了第一篇文学评论，题为《巴别塔》，评论了但丁《炼狱》第十五章，并藉此批评了人类之间的不平等，这也是奥坎波对外发表的第一篇文学作品。